# 距小卷蛾属
距小卷蛾属（学名：Rhodocosmaria）是卷蛾科下的一个属。

## 下属物种
本属包括以下物种：
- 西方距小卷蛾 Rhodocosmaria occidentalis Diakonoff, 1973
- Rhodocosmaria operosa (Meyrick, 1911)